# Parroquia de Pointe Coupee
La parroquia de Pointe Coupee (en inglés, Pointe Coupee Parish) es una parroquia del estado de Luisiana, Estados Unidos. Tiene una población estimada, a mediados de 2023, de 20 000 habitantes.
La sede de la parroquia es New Roads.

## Geografía
Según la Oficina del Censo, tiene una superficie total de 1530 km², de los cuales 1440 km² corresponden a tierra firme y 90 km² están cubiertos de agua.

### Parroquias adyacentes
- Parroquia de Concordia - norte
- Parroquia de West Feliciana - noreste
- Parroquia de West Baton Rouge - este
- Parroquia de Iberville - sur
- Parroquia de St. Martin - suroeste
- Parroquia de St. Landry - oeste
- Parroquia de Avoyelles - noroeste

## Demografía

### Censo de 2020
Según el censo de 2020, en ese momento la parroquia de Pointe Coupee tenía una población de 20 758 habitantes. La densidad de población era de 14 hab./km².
| Raza                   | Núm.   | Porc.   |
| ---------------------- | ------ | ------- |
| Blancos                | 12 395 | 59.71%  |
| Afroamericanos         | 7245   | 34.90%  |
| Amerindios             | 50     | 0.24%   |
| Asiáticos              | 65     | 0.31%   |
| Isleños del Pacífico   | 2      | 0.01%   |
| De otras razas         | 271    | 1.31%   |
| De una mezcla de razas | 730    | 3.52%   |
| Total                  | 20 758 | 100.00% |

Del total de la población, el 3.01% eran hispanos o latinos de cualquier raza.

### Estimación 2018-2022
Según la estimación 2018-2022 de la Oficina del Censo, los ingresos medios de los hogares de la parroquia son de $53,045 y los ingresos medios de las familias son de $71,425. Los ingresos per cápita en los últimos doce meses, medidos en dólares de 2022, son de $31,595. Alrededor del 19.1% de la población está por debajo de la línea de pobreza.

## Principales localidades

### Ciudades
- New Roads

### Pueblos
- Fordoche
- Livonia

### Villas
- Morganza

### Lugares designados por el censo (census-designated places, CDP)
- Ventress

### Otras localidades
- Glynn
- Jarreau
- Lakeland
- Rougon
- Oscar
- Torbert